# Steve Harvey
Broderick Stephen "Steve" Harvey (Welch, Nyugat-Virginia, 1957. január 17. – ) amerikai komikus, televíziós műsorvezető, rádiós személyiség, színész és szerző. Ő a házigazdája a Harvey reggeli beszélgetős műsornak, a Family Feudnak és a Little Big Shotsnak. Ő a szerzője az Act Like a Lady, Think Like a Mannek, melyet 2009 márciusában publikáltak, és a Straight Talk, No Chaser: How to Find and Keep a Man című könyvnek. Háromszoros Daytime Emmy-díjas, 13-szoros NAACP Image Award díjas különböző kategóriákban.

## Kezdetek
Harvey 1957. január 17-én született a Nyugat-Virginiához tartozó Welchben, a szénbányász Jesse Harvey és felesége, Eloise Vera gyermekeként. Az első keresztneve Broderick, amit az Országúti járőr című tévésorozat színésze, Broderick Crawford után kapott. Harvey családja az Ohio államban lévő Clevelandbe költözött, a Keleti 112. utcában laktak, mely végül 2015-ben a tiszteletére a Steve Harvey út nevet kapta. 1974-ben végzett a Glenwille gimnáziumban. Röviddel a középiskola után a Kent Állami egyetemre és a West Virginia egyetemre járt. Volt bokszoló, autószerelő, biztosítási ügynök, kárpittisztító és postás is.

## Karrierje
Harvey első stand-up comedy fellépése 1985. október 8-án volt a Hilarities Comedy Klubban, Clevelandben. Az 1980-as évek második felében Harvey évekig hajléktalan volt. Az 1976-os Fordjában aludt, ha a fellépéskor nem biztosítottak szállodát, és benzinkutaknál vagy uszodákban zuhanyozott le. Ebben az időszakban jómódú emberek segítették Harveyt.

## Rádió
Harvey a házigazdája a hétköznap reggelenkénti rádióműsornak, a Steve Harvey Morning Show-nak, amely eredetileg a Radio One Részvénytársasággal volt szindikátusi szerződésben (2000 szeptemberétől 2005 májusáig), és amely a mai napig folytatja az adásait.

## Miss Universe 2015
2015 decemberében Harvey volt a házigazdája a Miss Universe 2015 szépségversenynek Las Vegasban. A végeredmény bejelentésekor tévesen nevezte meg győztesként Miss Kolumbiát, Ariadna Gutiérrezt. Néhány perccel Ariadna megkoronázása után Harvey bejelentette, hogy rosszul olvasta fel az eredményt, és hogy Miss Fülöp-szigetek, Pia Wurtzbach lett az új világszépe. Elnézést kért Wurtzbachtól a helyszínen kívül, később pedig bocsánatkérést tweetelt mindkét versenyzőnek.

## Magánélete
Harvey háromszor nősült, és hét gyermeke van. Az első házasságából, Marcia Harvey-től iker lányai vannak, Karli és Brandi (1982) és egy fiú, Broderick Steve Jr. (1991). Második házasságából, Mary Shackelford tól van egy másik fia Wynton (1997). A házaspár 2005 novemberében elvált. 2007 júniusában feleségül vette Marjorie Bridgest, aki - ahogy Harvey mondta - felelős azért, hogy jobb emberré tegye őt és megváltoztassa az életét.

## Magyarul megjelent művei
- Steve Harvey–Denene Millner: Hogyan gondolkodnak a férfiak? Fedezd fel, hogy meghódíthasd!; ford. Tótisz András; Trivium, Bp., 2010